# Batomys
Batomys är ett släkte av däggdjur som ingår i familjen råttdjur. Arterna förekommer på Filippinerna.

## Beskrivning
Batomys granti är med en kroppslängd (huvud och bål) av cirka 20 cm och en svanslängd av cirka 12 cm den största arten. Den minsta arten, Batomys salomonseni, är allmänt 17,5 cm lång (huvud och bål) och har en cirka 14 cm lång svans. Pälsen har på ovansidan en mörk rödbrun (granti), mörkbrun (salomonseni) eller ljusbrun (dentatus) färg. Alla arter har en mjuk och tjock päls. De liknar Luzonråttor (Carpomys) i utseende men de har en kortare svans och de skiljer sig dessutom i detaljer av skallens och tändernas konstruktion.
Batomys vistas i bergstrakter på 1600 till 2400 meters höjd. De lever i tät vegetation och äter blad, frön och frukter.
IUCN listar Batomys salomonseni som livskraftig (LC), Batomys granti som nära hotad (NT), Batomys russatus som starkt hotad (EN) och Batomys dentatus med kunskapsbrist (DD).

## Systematik
Arter enligt Catalogue of Life och Wilson & Reeder:
- Batomys dentatus Miller, 1911
- Batomys granti Thomas, 1895
- Batomys russatus Musser, Heaney & Tabaranza Jr., 1998
- Batomys salomonseni (Sanborn, 1953)

2008 blev en femte art beskriven, Batomys hamiguitan, som lever på Mindanao. 2015 tillkom en sjätte art från södra Luzon, Batomys uragon.